# Цветок на камне
«Цветок на камне» (рабочее название «Так никто не любил») — художественный фильм режиссёров Анатолия Слесаренко и Сергея Параджанова, снятый в 1962 году.
В прокате в 1963 году фильм собрал 5 200 000 зрителей.
На съёмках фильма трагически погибла актриса Инна Бурдученко, прославившаяся сыгранной до этого главной ролью в антирелигиозной драме «Иванна». Режиссёр фильма А. Слесаренко за это был привлечён к уголовной ответственности и осуждён. С. Параджанов завершил работу над фильмом и дал ему новое название (первоначальное — «Так никто не любил»).
Первая роль в кино Борислава Брондукова (Ковалёв).

## Сюжет
На месте донецкой степи, заросшей ромашкой и ковылём, разрастается шахтёрский городок. Бригадир молодёжной шахты Григорий Грива влюблён в комсорга Люду и потому часто открыто иронизирует над её организаторскими способностями. Но когда остаётся с ней наедине, становится робким и застенчивым, за что злится на себя и выдумывает новые шалости. Вторая история связана с появлением в шахтёрском городке Христины, красивой, но замкнутой девушки, попавшей под влияние пресвитера секты. Полюбивший её комсомолец Арсен помогает девушке уйти из секты.

## В ролях
- Григорий Карпов — Григорий Грива, проходчик
- Людмила Черепанова — Люда, комсорг шахты
- Инна Бурдученко — Христина, сектантка
- Борис Дмоховский — Варченко Павел Фёдорович, начальник шахты
- Георгий Епифанцев — Арсен Загорный
- Михаил Названов — Заброда, библиотекарь
- Дмитрий Франько — Паша Чмых
- Владимир Белокуров — отец Христины
- Александр Гай — отец Люды
- Анатолий Соловьёв — Пётр Первый
- Борислав Брондуков — Ковалёв